# O-Phospho-L-tyrosin
O-Phospho-L-tyrosin ist eine chemische Verbindung aus der Gruppe der nichtproteinogenen Aminosäuren.

## Eigenschaften
Phosphotyrosin entsteht im Zuge einer posttranslationalen Modifikation durch Phosphorylierung von Tyrosinen in Proteinen. Dadurch kommen sie als nachträgliche Modifikation in Proteinen vor. Die Phosphorylierungsreaktion wird durch eine Tyrosinkinase katalysiert. Durch Tyrosinphosphatasen wird die Phosphorylierung durch Hydrolyse abgespalten. Daneben kann ein Abbau durch Ubiquitinierung erfolgen.
Proteine mit der Proteindomäne SH2 binden an Phosphotyrosin.